# Ada (Oklahoma)
Pour les articles homonymes, voir Ada.
La ville d’Ada est le siège du comté de Pontotoc, dans l’État de l’Oklahoma, aux États-Unis. Sa population s’élevait à 16 810 habitants lors du recensement de 2010, estimée à 17 269 habitants en 2018.

## Histoire
En 1891, un bureau de poste a été établi et nommé d’après la fille aînée de Reed, Ada.

## Transports
Ada possède un aéroport, l'aéroport municipal d'Ada.

## Particularités
John Grisham a publié en 2006 un récit historique chronologique sur un dysfonctionnement de la justice américaine, une réelle erreur judiciaire concernant le meurtre de Debbie Carter qui s'est déroulé à Ada en 1982, The Innocent Man: Murder and Injustice in a Small Town, traduit en français sous le titre L'Accusé. La pierre tombale du principal accusé porte l'inscription : Ronald Keith Williamson, 3 février 1953-4 décembre 2004, condamné injustement en 1988, innocenté le 15 avril 1999.
Il y fait référence à The Dreams of Ada (1987), étude de Robert Mayer, première personne à avoir dénoncé la manière dont l'enquête et le procès étaient menés.

## Galerie photographique

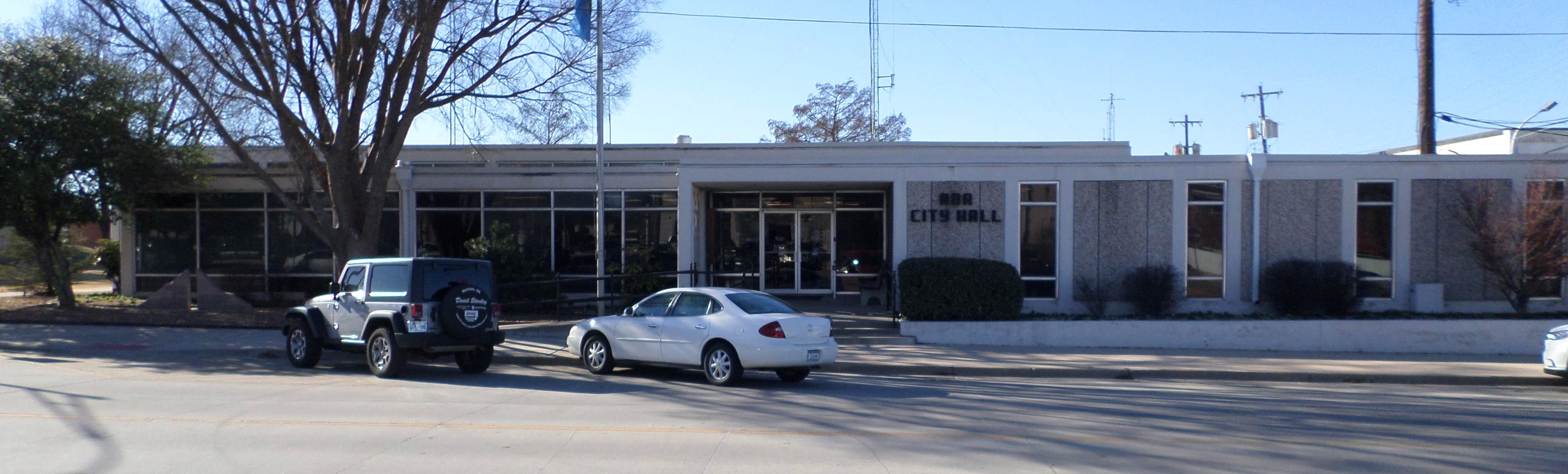
L’hôtel de ville d’Ada
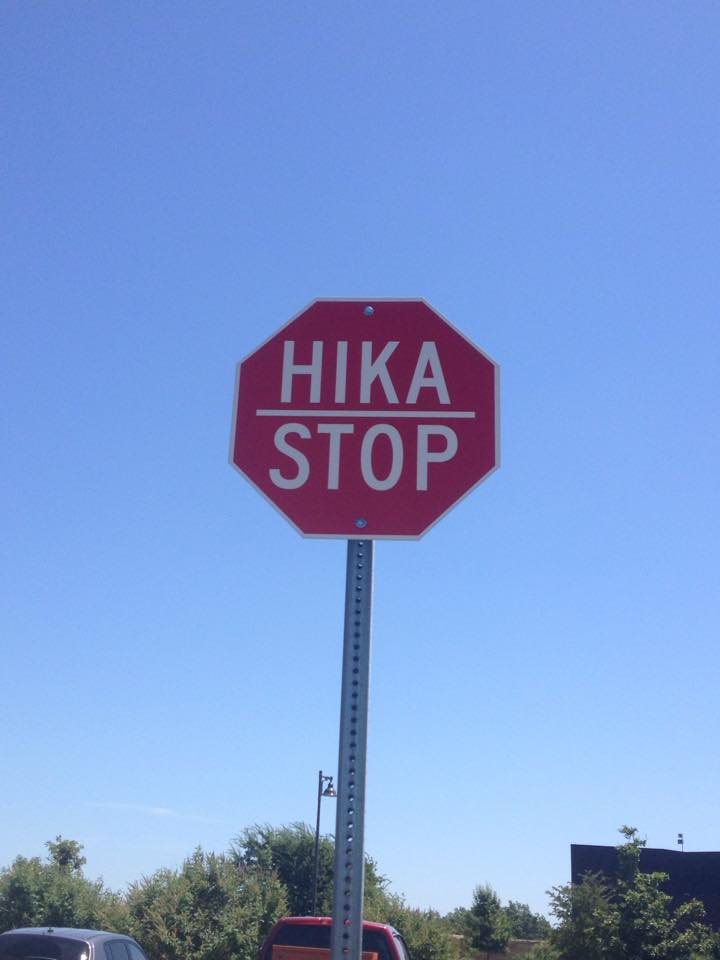
Panneau de signalisation bilingue anglais/chicacha